# Bosiljak (časopis)
Bosiljak je bio prvi hrvatski časopis za mladež. Izdavač mu je bio Ivan Filipović, a poslije ga je od njega otkupio Lavoslav Hartman (od 3. godišta).  Izdavao se od 10. listopada 1864. do 15. prosinca 1868. godine. Prvi je časopis te vrste u Hrvatskoj.

## Sadržaj
Časopis je sadržavao većinom pjesništvo, te priloge o prirodoslovlju, gospodarstvu, i o kućanstvima te obrtima. Po Crnkoviću dječjega pjesništva u Bosiljku nema, već se objavljuju nabožne i domoljubne pjesme u duhu hrvatskoga naroda i duhu slavenskoga približavanja i razumijevanja. Objavljuju se i pjesme s poukama o životu.

## Vanjske poveznice
- Digitalno izdanje časopisa Bosiljak